# Torolf Engström

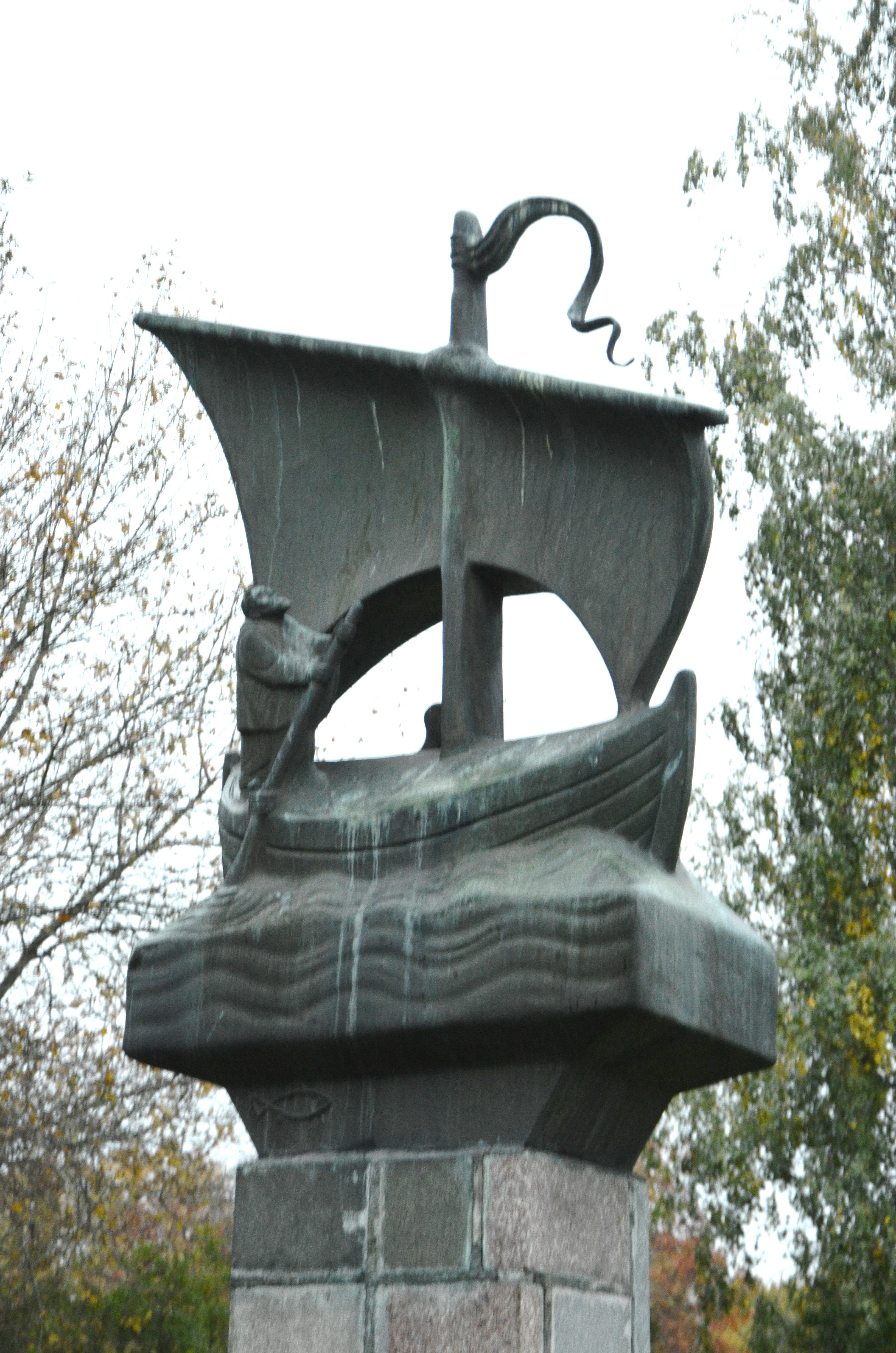
Livsbåten på Danderyds kyrkogård

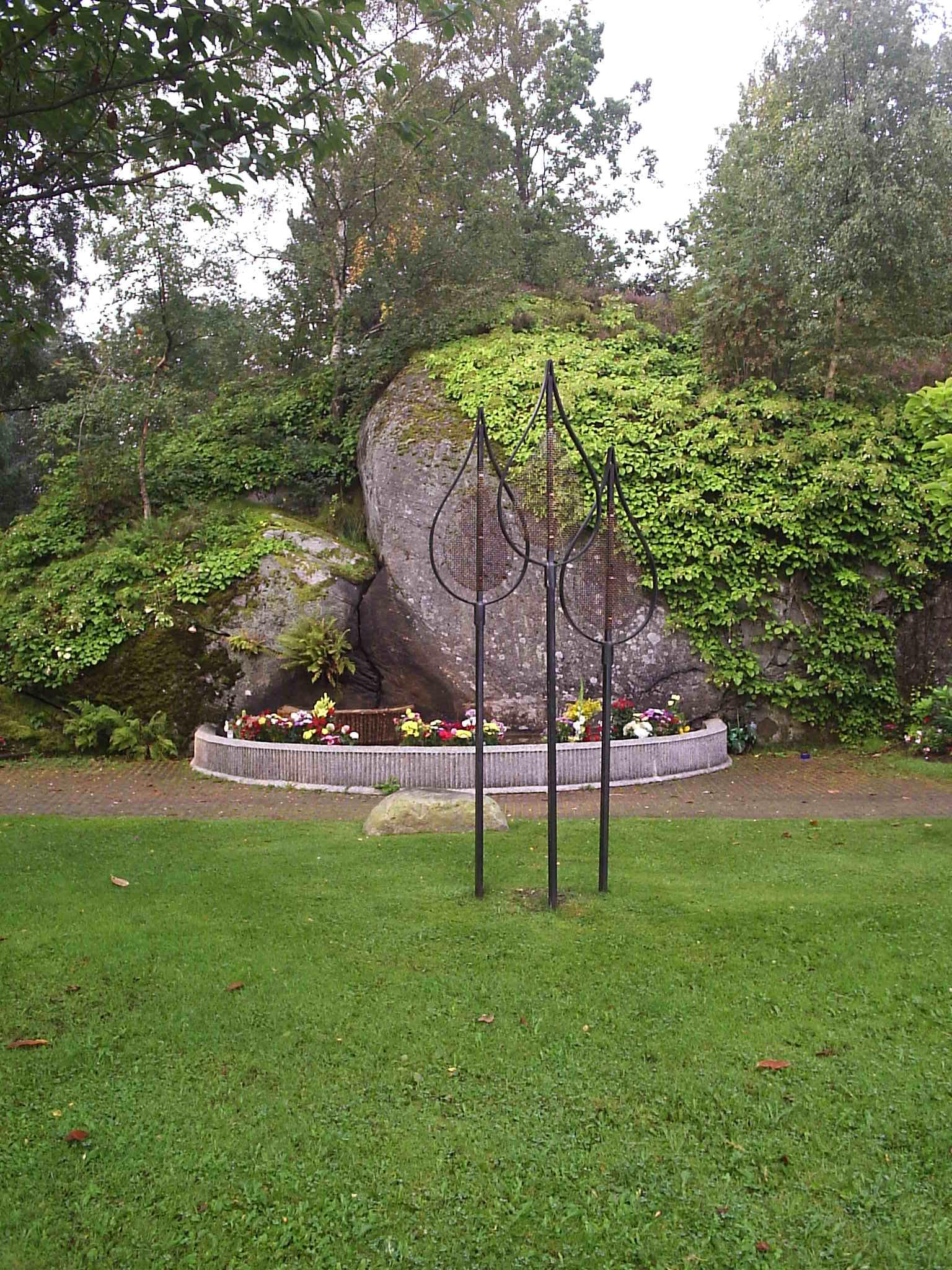
Tre lågor i Göteborgs första minneslund, Kvibergs kyrkogård

Ernst Torolf Agnar Engström, född 10 april 1909 i Stockholm, död 1987 i Stockholm, var en svensk skulptör.

## Biografi
Torolf Engström utbildade sig på Tekniska skolan i Stockholm, vid Maison Watteau i Paris samt i Tyskland. Han arbetade länge i en rustik, realistisk stil och utförde porträttskulpturer samt reliefer och luftiga stålskulpturer i flera svenska kyrkor och krematorier.
Från 1950-talet var hans skulpturer nonfigurativa. Uppåtsträvande stålstavar i olika höjd är ett tema han gärna utnyttjade, till exempel i fontänen framför Stadsteatern i Schweinfurt i Tyskland 1966.
Han ställde ut på De unga på Vasagatan i Stockholm 1943, i Borås 1947 och på Lorensbergs konstsalong i Göteborg 1948 samt deltog i samlingsutställningar sedan 1931. 
Torolf Engström är gravsatt i minneslunden på Danderyds kyrkogård.

## Mozartporträttet i Luzern
Torolf Engström upptäckte sommaren 1978 ett osignerat porträtt på en auktionsfirma i Luzern, som han identifierade som ett porträtt av Wolfgang Amadeus Mozart och inköpte. Det avbildade en ung man som skelade, men var i övrigt likt många andra Mozart-porträtt. Han försökte utan framgång intressera experterna på Internationale Stiftung Mozarteum i Salzburg i Österrike för tavlan. Äktheten hos porträttet, som kan vara målat av Rosa Hagenauer, har diskuterats av olika experter och porträttet används i vissa publikationer, men det har inte accepterats av Mozarteum såsom tongivande institution för Mozartstudier.

## Offentliga verk i urval
- altarrelief, 1946, Karlskoga
- arkadrelief, 1949, Engelbrektskyrkan i Borås
- dopfunt i furu, 1956, Alfta kyrka
- Säcklöpning, brons, 1965, väggen till F-huset på Ållebergsgymnasiet i Falköping
- fontän, 1966, framför Stadsteatern i Schweinfurt i Tyskland
- Tre lågor, 1966, minneslunden i Kvibergs kyrkogård i Göteborg
- ljusglob, 1972, till vänster om entrén i Storkyrkan i Stockholm
- Norrskensobelisken, stål och rostfritt stål, ljussatt, 1986, Vänortstorget framför Folkets hus i Kiruna
- fasadutsmyckning i koppar, 2000, vid entrén, på fasaden till Skärholmens kyrka i Stockholm
- fasadutsmyckning i Bollnäs
- väggutsmyckning i Luzern i Schweiz
- sju snidade bildfält i predikstolen, Gustav Adolfs kyrka i Borås
- altarkrucifix, Sankt Jacobuskyrkan i Oberhausen
- Fotbollsspelande pojkar, brons, läroverket i  Ludvika
- Livsbåten, brons, Danderyds kyrkogård
- 13 nischfigurer i Essinge kyrka i Stockholm
- Den förlorade sonen, relief i Karlskoga krematorium
- reliefer till portarna till Statens historiska museum i Stockholm

- Engström finns representerad vid bland annat Nationalmuseum[5] i Stockholm.